# Котельниця
Коте́льниця — село в Україні, у Мукачівському районі Закарпатської області. Входить до складу Нижньоворітської сільської громади. 

## Історія
Перша згадка у 1645: Kosztelnica,  інші згадки Kotilniczna, 1773: Kotilnicza, Kotilniczny, 1808: Kotilnicza, Kotilničny, 1851: Kotilnicza, 1877: Kotilnica, Kosilynica, 1913: Katlanfalu, 1925: Kotylnica, 1930: Kotelnice, 1944: Kotilnica, Котильница, 1983: Котельниця, Котельница

## Присілки
Вишній Бистрий
Вишній Бистрий - колишнє село в Україні, в Закарпатській області.
Обєднане з селом Котельниця рішенням облвиконкому Закарпатської області №264 від 13.05.1960
У 1691 р. внаслідок злиття Великого Бистрого і Малого Бистрого утворилося село Вишній Малий Бистрий або Вишній Бистрий.
деревяний храм Св.Духа,кінець XVIII ст., дзвіниця - У дзвіниці – 5 дзвонів, з яких найбільший відлив Ф. Еґрі в 1928 на замовлення Петра Бистрянського та Ілька Поповича, наступний “Михайло” в 1924 р. відлив Ріхард Герольд у Хомутові, трохи менший має напис “Василь Гріга купив звонь до Бистрого рку 1743”, ще менший замовили в 1937 р. на фірмі “Акорд” у Ужгороді Іван Пензель з дружиною Анною Кіндрат, а найменший має напис: “ANNO DOMINI 1756”.
Функціонує початкова школа

## Населення
Згідно з переписом УРСР 1989 року чисельність наявного населення села становила 476 осіб, з яких 224 чоловіки та 252 жінки.
За переписом населення України 2001 року в селі мешкали 442 особи.

### Мова
Розподіл населення за рідною мовою за даними перепису 2001 року:
| Мова       | Відсоток |
| ---------- | -------- |
| українська | 99,55 %  |
| російська  | 0,45 %   |

## Храми
Церква св. духа.
Кінець XVIII ст. Нині Бистрий є частиною Котельниці. Уже в 1691 р. в селі служив Іван Поп. У 1733 р. священиком був Іван Пинзель, який дав початок династії священиків, що служили в селі до кінця XVIII ст. Тоді ж тут стояла стара дерев'яна церква св. духа з двома дзвонами і дерев'яна фара. Філії були в селах Борсучин, Мішкаровиця, Біласовиця і Котельниця. У 1798 р. в селі згадують дерев'яну церкву, збудовану в 1760 р. та філії в Тишові та Медвежому. 
Нині існуюча церква — класичний зразок барокових церков верхів'я річки Латориці, з усіма властивими їм конструктивними та художніми ознаками. Головні з цих ознак такі: три зруби, серед яких середній найширший, вкриті спільним двосхилим дахом; п'ятигранний вівтар; у одному стилі вирішені ґанки на головному фасаді і весь фасад; коротка квадратна башта завершена однією банею з глухим ліхтарем; вікна досить великі з арковим завершенням, на західній стіні бабинця та східній стіні вівтаря — по круглому вікну. Деякі дослідники датують церкву 19 ст., але вона, безумовно, старша і, очевидно, послужила взірцем для інших барокових церков у околицях. Споруджено її із смереки на схилі Осовня, навпроти Кичірки, куди, за переказом, під час бурі занесло турню з хрестом зі старої церкви, що стояла на цвинтарі. Довго ця церква була вкрита ґонтом і була найбільш мальовничою в околиці, аж поки в 1989 р. її суцільно не покрили бляхою. У інтер'єрі всі зруби перекриті коробовими склепіннями, а наву від бабинця відділяє широкий арковий прохід. Попередні ікони малював мукачівський маляр у 1920 р. Востаннє ікони вельми невдало перемальовано в кінці 1970-х років. При переведенні церкви в підпорядкування Московському патріархату зробили невеликий опис майна, який зберігся. 
Згідно з цим описом на початку 1950-х років у церкві був дзвін 1860 p., світич великий 1836 р. і малий — 1813 р., вівтар 1896 р., жертовник 1896 р., ікони 1920 р., плащаниця 1905 р., фелон світлий 1824 р., фелон зелений 1890 p., червоний — 1812 p., чорний — 1890 р. Багато дат вказує на кінець XIX ст. Очевидно, тоді відбувся значний ремонт церкви й оновлення інвентаря, що могло спричинити неправильне датування храму. 
Перед західним фасадом церкви стоїть литий хрест 1908 р. на кам'яному постаменті.
Докладніше: Церква Зіслання Святого Духа (Котельниця)
16 жовтня 2010 року в селі Котельниця Воловецького району Мукачівської Єпархії Високопреосвященнійшим Феодором, архієпископом Мукачівським і Ужгородським, було здійснено освячення цілющого джерела на честь ікони Божої Матері «Живоносне Джерело» та великомученика Пантелеймона. За місцевими переказами, це джерело має давнє походження. Перші згадки про нього датуються кінцем 17 століття. Поблизу джерела була розташована купальня. В переказах неодноразово згадується про зцілення від недуг від споживання води із джерела. Одним із найяскравіших випадків було зцілення у 1790 році Австро-Угорського короля Франца Йосифа II, який був у стані важкої хвороби. Під час поїздки на Закарпаття, місцеве керівництво радило йому спробувати омитись в місцевих цілющих джерелах. Йому було запропоновано декілька варіантів, та саме вода від криниці, яка територіально знаходиться в теперішньому селі Котельниця, надала йому оновлення сил. З того часу до цілющого джерела стало приходити багато людей з вірою про зцілення від своїх недуг. Часи атеїзму залишили сліди і на джерелі. Та декілька років тому, за ініціативи настоятеля храму Різдва Богородиці протоієрея Петра Ляха, прихожан села Латірка, меценатів та людей доброї волі, джерело було оновлено, а поряд з ним облаштована купальня, у якій кожен бажаючий, призиваючи в молитовну допомогу святих, може омитись з надією на зцілення.

## Відомі люди
- Сливка Володимир Юлійович (1943—2004) — український вчений, доктор фізико-математичних наук (1982), професор (1985), академік Академії наук вищої школи, двічі лауреат Державної премії України в галузі науки і техніки (1989, 2001 рр.), Заслужений діяч науки і техніки України.
- Мадяр Руслана Олександрівна (1975р)-кандидат економічних наук;

## Туристичні місця
- деревяний храм Св.Духа,кінець XVIII ст., 
- дзвіниця - У дзвіниці – 5 дзвонів, з яких найбільший відлив Ф. Еґрі в 1928